# R40 Live (video)
R40 Live è un video concerto del gruppo rock canadese Rush pubblicato in Canada e Stati Uniti il 20 novembre 2015 e il 4 dicembre 2015 in Europa. Il video è stato pubblicato nei formati blu-ray e DVD, ma è stato reso disponibile in versione unificata comprendente anche la versione audio del medesimo concerto, disponibile singolarmente come triplo CD. Il concerto è stato registrato nei giorni 17 e 19 giugno 2015 durante gli show di Toronto tenuti presso l'Air Canada Centre nell'ambito del tour celebrativo R40 Live Tour, caratterizzato dalla scaletta composta da brani eseguiti in ordine cronologico, dai più recentri ai più datati. I brani Headlong Flight e Cygnus X-1 incorporano al loro interno un assolo di batteria di Neil Peart. Il brano Losing It vede Ben Mink come ospite al violino elettrico. Le tracce presenti come bonus derivano dallo show del 17 giugno, Clockwork Angels è stata esclusa a causa dei problemi tecnici riscontrati durante l'esibizione.
Il video raggiunge la seconda posizione delle classifiche di vendita stilate da Billborad. Certificato oro il 19 luglio 2018 dalla RIAA.

## Tracce
1. The World is .. The World is ... (filmato)
2. The Anarchist
3. Headlong Flight
4. Far Cry
5. The Main Monkey Business
6. How It Is
7. Animate
8. Roll The Bones
9. Between The Wheels
10. Losing It
11. Subdivisions
12. No Country for Old Hens (filmato)
13. Tom Sawyer
14. YYZ
15. The Spirit Of Radio
16. Natural Science
17. Jacob's Ladder
18. Hemispheres (Prelude)
19. Cygnus X-1 / The Story So Far / Cygnus X-1
20. Closer to the Heart
21. Xanadu
22. 2112 (Overture, The Temples of Syrinx, Presentation e Grand Finale)
23. Mel's Rockpile (filmato)
24. Lakeside Park / Anthem
25. What You're Doing / Working Man
26. Exit Stage Left (filmato)
27. One Little Victory (bonus track)
28. Distant Early Warning (bonus track)
29. Red Barchetta (bonus track)

## Formazione
- Geddy Lee - basso, tastiere e voce
- Alex Lifeson - chitarra elettrica ed acustica, cori
- Neil Peart - batteria e percussioni

### Musicisti addizionali
- Ben Mink - violino elettrico in Losing It